# Camponotus absquatulator
Camponotus absquatulator es una especie de hormiga del género Camponotus, tribu Camponotini. Fue descrita científicamente por Snelling en 2006.
Se distribuye por México y los Estados Unidos. Se ha encontrado a elevaciones de hasta 540 metros. Vive debajo de las piedras, se ha registrado en el desierto de Sonora.